# Formica arenicola
Formica arenicola é uma espécie de formiga do gênero Formica, pertencente à subfamília Formicinae.